# تناوب (هندسه)
در هندسه، تناوب (به انگلیسی: Alternation) یا بریدگی جزئی (به انگلیسی: partial truncation)، عملیاتی روی چندضلعی‌ها، چندوجهی‌ها، کاشی‌کاری‌ها یا پلیتوپ‌های ابعاد بالاتر است که رئوس را یکی در میان برمی‌دارد.
کاکسیتر تناوب‌ها را با پیشوند h برچسب می‌زند، که اول کلمه hemi یا half به معنای «نیم» یا «نصف» است. از آنجا که تناوب موجب کاهش وجه‌های چندوجهی‌ها می‌گردد، به طوری که اضلاع وجه‌های حاصل به نصف اضلاع وجوه قدیمی تقلیل می‌یابند، این عمل را تنها بر روی پلیتوپ‌هایی می‌توان اعمال نمود که تمام وجوهشان دارای تعداد اضلاع زوج باشند. وجه یک مکعب تناوب یافته تباهیده شده، تبدیل به دوضلعی می‌گردد که معمولاً آن هم تبدیل به یک یال می‌شود.

## ارجاعات
1. ↑  Coxeter, Regular polytopes, pp.  154–156 8.6 Partial truncation, or alternation